# Седрина
Седрина (італ. Sedrina) — муніципалітет в Італії, у регіоні Ломбардія,  провінція Бергамо.
Седрина розташована на відстані близько 490 км на північний захід від Рима, 50 км на північний схід від Мілана, 11 км на північ від Бергамо.
Населення — 2455 осіб (2014).

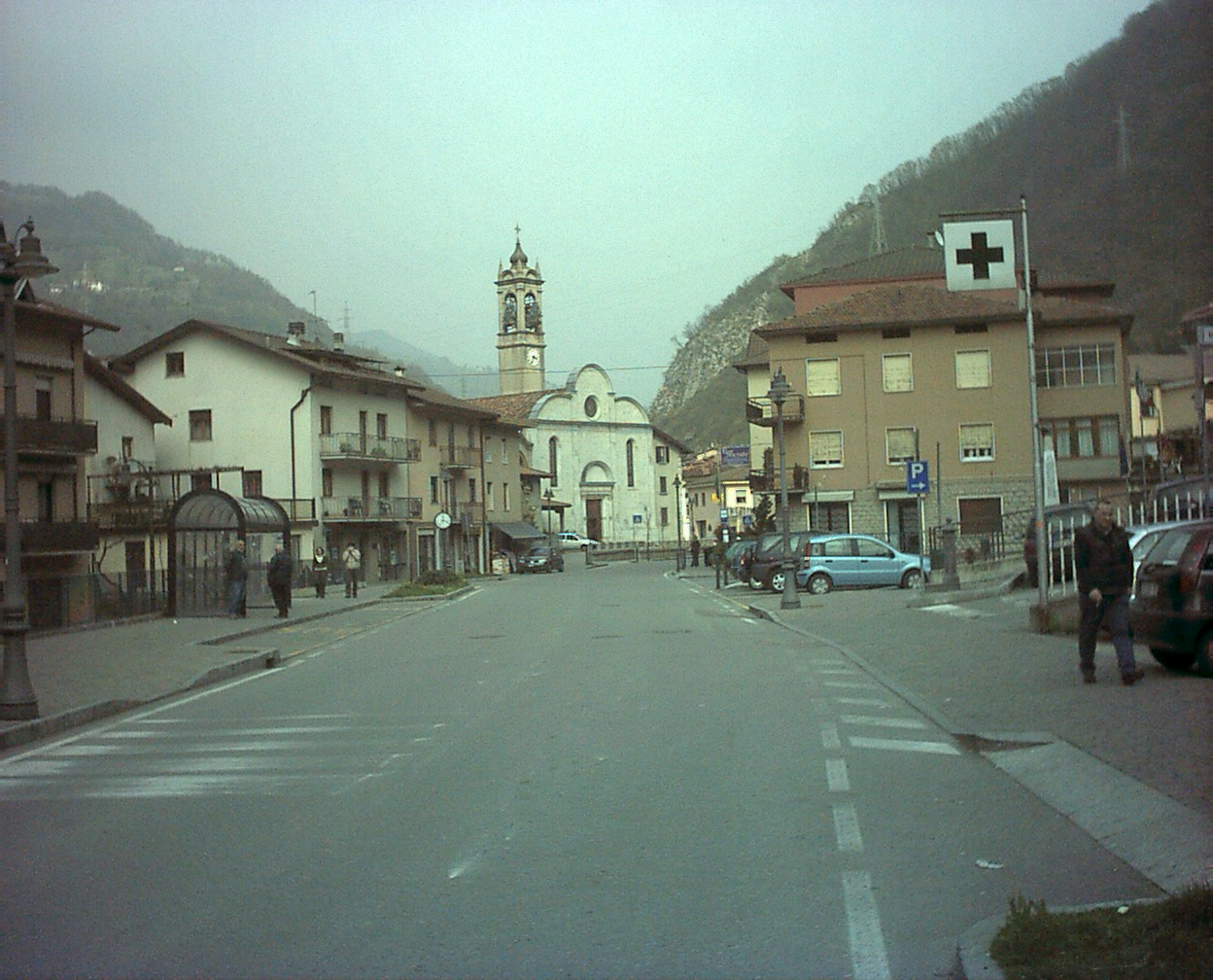

Щорічний фестиваль відбувається 25 липня. Покровитель — San Giacomo Maggiore.

## Демографія
Населення за роками:

Станом на 1 січня 2023 року в муніципалітеті офіційно проживало 95 іноземців з 17 країн, серед них 13 громадян країн Євросоюзу та 3 громадяни України.

## Сусідні муніципалітети
- Валь-Брембілла
- Соризоле
- Уб'яле-Кланеццо
- Вілла-д'Альме
- Цоньо